# الدوري الشمالي الممتاز 1973–74
الدوري الشمالي الممتاز 1973–74 هو موسم من دوري الشمال الممتاز ‏. فاز فيه نادي بوسطن يونايتد.